# 596 v.Chr.
Het jaar 596 v.Chr. is een jaartal volgens de christelijke jaartelling.

## Gebeurtenissen

### India
- Boeddha bereikt de Verlichting.

### Italië
- Sappho moet om politieke redenen op Sicilië in ballingschap.

### Egypte
- Farao Necho II stuurt een vloot om Afrika te omvaren en de kusten te verkennen. De Feniciërs vertrekken vanuit de Rode Zee en varen drie jaar lang rond Afrika. Daarna varen ze verder om de Kaap de Goede Hoop, terug langs West-Afrika en de Middellandse Zee, waar ze weer in de Nijldelta aankomen.

### Griekenland
- Telecles wordt benoemd tot archont van Athene.